# Contea di Travis
La contea di Travis in inglese Travis County è una contea dello Stato del Texas, negli Stati Uniti. La popolazione al censimento del 2010 era di 1 024 266 abitanti, ed è quindi la quinta contea più popolata dell'intero Stato Texas. Il capoluogo di contea è Austin, la capitale dello Stato Texas. La contea è stata creata nel 1840, e prende il nome da William Barret Travis, comandante militare texano e avvocato, morto durante Alamo.

## Geografia
| Anno | Popolazione | ±%     |
| ---- | ----------- | ------ |
| 1850 | 3.138       | Note:  |
| 1860 | 8.080       | 157,5% |
| 1870 | 13.153      | 62,8%  |
| 1880 | 27.028      | 105,5% |
| 1890 | 36.322      | 34,4%  |
| 1900 | 47.386      | 30,5%  |
| 1910 | 55.620      | 17,4%  |
| 1920 | 57.616      | 3,6%   |
| 1930 | 77,777      | 35,0%  |
| 1940 | 111.053     | 42,8%  |
| 1950 | 160.980     | 45,0%  |
| 1960 | 212.136     | 31,8%  |
| 1970 | 295.516     | 39,3%  |
| 1980 | 419.573     | 42,0%  |
| 1990 | 576.407     | 37,4%  |
| 2000 | 812.280     | 40,9%  |
| 2010 | 1.024.266   | 26,1%  |

Secondo l'Ufficio del censimento degli Stati Uniti d'America la contea ha un'area totale di 1023 miglia quadrate (2650 km²), di cui 990 miglia quadrate (2600 km²) sono terra, mentre 33 miglia quadrate (85 km², corrispondenti al 3,2% del territorio) sono costituiti dall'acqua.

### Contee adiacenti
- Contea di Williamson (nord)
- Contea di Bastrop (est)
- Contea di Caldwell (sud)
- Contea di Hays (sud-ovest)
- Contea di Blanco (ovest)
- Contea di Burnet (nord-ovest)

### Aree nazionali protette
- Balcones Canyonlands National Wildlife Refuge